# Championnat du monde des voitures de tourisme 2011
Navigation
2010 2012
L'édition 2011 du Championnat du monde des voitures de tourisme se déroule du 20 mars au 20 novembre. Elle a été remportée, pour la troisième fois et la deuxième consécutive, par Yvan Muller.

## Engagés
| Écurie                                          | Voiture              | Nos | Pilotes            | Catégorie | Courses   |
| ----------------------------------------------- | -------------------- | --- | ------------------ | --------- | --------- |
| Chevrolet                                       | Chevrolet Cruze 1.6T | 1   | Yvan Muller        |           | Tous      |
| Chevrolet                                       | Chevrolet Cruze 1.6T | 2   | Robert Huff        |           | Tous      |
| Chevrolet                                       | Chevrolet Cruze 1.6T | 6   | Cacá Bueno         |           | 1         |
| Chevrolet                                       | Chevrolet Cruze 1.6T | 8   | Alain Menu         |           | Tous      |
| Chevrolet                                       | Chevrolet Cruze 1.6T | 31  | Toshi Arai         |           | 10        |
| Lukoil – SUNRED                                 | SEAT León 2.0 TDI    | 3   | Gabriele Tarquini  |           | 1–4       |
| Lukoil – SUNRED                                 | SEAT León 2.0 TDI    | 4   | Alexey Dudukalo    | YJ        | 1–6       |
| Lukoil – SUNRED                                 | SUNRED SR León 1.6T  | 3   | Gabriele Tarquini  |           | 5–12      |
| Lukoil – SUNRED                                 | SUNRED SR León 1.6T  | 4   | Alexey Dudukalo    | Y         | 7–12      |
| Zengõ-Dension Team                              | BMW 320 TC           | 5   | Norbert Michelisz  | Y         | 2–12      |
| SEAT Swiss Racing by SUNRED                     | SEAT León 2.0 TDI    | 7   | Fredy Barth        | YJ        | 1–3       |
| SEAT Swiss Racing by SUNRED                     | SUNRED SR León 1.6T  | 7   | Fredy Barth        | Y         | 4–12      |
| bamboo-engineering                              | Chevrolet Lacetti    | 9   | Darryl O'Young     | YJ        | 1         |
| bamboo-engineering                              | Chevrolet Lacetti    | 10  | Yukinori Taniguchi | YJ        | 1         |
| bamboo-engineering                              | Chevrolet Cruze 1.6T | 9   | Darryl O'Young     | Y         | 2–12      |
| bamboo-engineering                              | Chevrolet Cruze 1.6T | 10  | Yukinori Taniguchi | Y         | 2–11      |
| Liqui Moly Team Engstler                        | BMW 320 TC           | 11  | Kristian Poulsen   | Y         | Tous      |
| Liqui Moly Team Engstler                        | BMW 320 TC           | 12  | Franz Engstler     | Y         | Tous      |
| Liqui Moly Team Engstler                        | BMW 320si            | 11  | Fabio Fabiani      | Y         | 11        |
| Liqui Moly Team Engstler                        | BMW 320si            | 51  | Charles Kaki Ng    | YJ        | 10        |
| Liqui Moly Team Engstler                        | BMW 320si            | 52  | Jo Merszei         | YJ        | 12        |
| Borusan Otomotiv Motorsport                     | BMW 320si            | 13  | Ibrahim Okyay      | YJ        | 3, 8      |
| ROAL Motorsport                                 | BMW 320 TC           | 15  | Tom Coronel        |           | Tous      |
| SUNRED Engineering                              | SEAT León 2.0 TDI    | 17  | Michel Nykjær      | YJ        | 1–3       |
| SUNRED Engineering                              | SEAT León 2.0 TDI    | 18  | Tiago Monteiro     |           | 1–4       |
| SUNRED Engineering                              | SEAT León 2.0 TDI    | 74  | Pepe Oriola        | YJ        | 1–3       |
| SUNRED Engineering                              | SUNRED SR León 1.6T  | 17  | Michel Nykjær      | Y         | 4–12      |
| SUNRED Engineering                              | SUNRED SR León 1.6T  | 18  | Tiago Monteiro     |           | 5–12      |
| SUNRED Engineering                              | SUNRED SR León 1.6T  | 74  | Pepe Oriola        | Y         | 4–12      |
| SUNRED Engineering                              | SUNRED SR León 1.6T  | 66  | André Couto        |           | 12        |
| SUNRED Engineering                              | SUNRED SR León 1.6T  | 88  | Hiroki Yoshimoto   | Y         | 10        |
| Proteam Racing                                  | BMW 320 TC           | 20  | Javier Villa       | Y         | Tous      |
| Proteam Racing                                  | BMW 320 TC           | 25  | Mehdi Bennani      | Y         | Tous      |
| Proteam Racing                                  | BMW 320si            | 21  | Fabio Fabiani      | YJ        | 1–4, 7–10 |
| Proteam Racing                                  | BMW 320si            | 23  | Philip Ma          | YJ        | 11–12     |
| Wiechers-Sport                                  | BMW 320 TC           | 26  | Stefano D'Aste     | Y         | 6, 8-9    |
| Wiechers-Sport                                  | BMW 320 TC           | 28  | Gary Kwok          | Y         | 12        |
| Wiechers-Sport                                  | BMW 320 TC           | 29  | Colin Turkington   | Y         | 7, 10-11  |
| Wiechers-Sport                                  | BMW 320 TC           | 35  | Urs Sonderegger    | Y         | 2–5       |
| Polestar Racing                                 | Volvo C30            | 30  | Robert Dahlgren    |           | 1–4       |
| Polestar Racing                                 | Volvo C30 Drive      | 30  | Robert Dahlgren    |           | 5–12      |
| DeTeam KK Motorsport DeTeam Engstler Motorsport | BMW 320 TC           | 51  | Charles Kaki Ng    | Y         | 11–12     |
| DeTeam KK Motorsport DeTeam Engstler Motorsport | BMW 320 TC           | 64  | David Sigachev     | Y         | 9         |
| DeTeam KK Motorsport DeTeam Engstler Motorsport | BMW 320 TC           | 65  | Marchy Lee (en)    | Y         | 1–3       |
| DeTeam KK Motorsport DeTeam Engstler Motorsport | BMW 320 TC           | 68  | Masaki Kano        | Y         | 10        |
| RPM Racing Team                                 | BMW 320si            | 70  | Mak Ka Lok         | YJ        | 12        |
| Corsa Motorsport                                | Chevrolet Lacetti    | 75  | Felipe De Souza    | YJ        | 12        |
| Corsa Motorsport                                | Chevrolet Lacetti    | 76  | Kuok Io Keong      | YJ        | 12        |
| 778 Auto Sport                                  | Peugeot 308          | 77  | Lo Ka Chun         | YJ        | 12        |

| Icône | Signification   |
| ----- | --------------- |
| Y     | Yokohama Trophy |
| J     | Jay-Ten Trophy  |

## Calendrier
| Manche | Manche | Date        | Meeting                                   | Circuit                             | Lieu                | Pays               |
| ------ | ------ | ----------- | ----------------------------------------- | ----------------------------------- | ------------------- | ------------------ |
| 1      | C1     | 20 mars     | Course du Brésil                          | Autódromo Internacional de Curitiba | Pinhais             | Brésil             |
| 1      | C2     | 20 mars     | Course du Brésil                          | Autódromo Internacional de Curitiba | Pinhais             | Brésil             |
| 2      | C1     | 24 avril    | Course de Belgique                        | Circuit de Zolder                   | Heusden-Zolder      | Belgique           |
| 2      | C2     | 24 avril    | Course de Belgique                        | Circuit de Zolder                   | Heusden-Zolder      | Belgique           |
| 3      | C1     | 15 mai      | Course d'Italie                           | Autodromo Nazionale Monza           | Monza               | Italie             |
| 3      | C2     | 15 mai      | Course d'Italie                           | Autodromo Nazionale Monza           | Monza               | Italie             |
| 4      | C1     | 5 juin      | Course de Hongrie                         | Hungaroring                         | Mogyoród            | Hongrie            |
| 4      | C2     | 5 juin      | Course de Hongrie                         | Hungaroring                         | Mogyoród            | Hongrie            |
| 5      | C1     | 19 juin     | Course de République tchèque              | Automotodrom Brno                   | Brno                | République tchèque |
| 5      | C2     | 19 juin     | Course de République tchèque              | Automotodrom Brno                   | Brno                | République tchèque |
| 6      | C1     | 3 juillet   | Course du Portugal / Circuito da Boavista | Circuito da Boavista                | Porto               | Portugal           |
| 6      | C2     | 3 juillet   | Course du Portugal / Circuito da Boavista | Circuito da Boavista                | Porto               | Portugal           |
| 7      | C1     | 17 juillet  | Course du Royaume-Uni                     | Donington Park                      | Castle Donington    | Royaume-Uni        |
| 7      | C2     | 17 juillet  | Course du Royaume-Uni                     | Donington Park                      | Castle Donington    | Royaume-Uni        |
| 8      | C1     | 31 juillet  | Course d'Allemagne                        | Motorsport Arena Oschersleben       | Oschersleben (Bode) | Allemagne          |
| 8      | C2     | 31 juillet  | Course d'Allemagne                        | Motorsport Arena Oschersleben       | Oschersleben (Bode) | Allemagne          |
| 9      | C1     | 4 septembre | Course d'Espagne                          | Circuit de Valence                  | Cheste              | Espagne            |
| 9      | C2     | 4 septembre | Course d'Espagne                          | Circuit de Valence                  | Cheste              | Espagne            |
| 10     | C1     | 23 octobre  | Course du Japon                           | Suzuka East Circuit                 | Suzuka              | Japon              |
| 10     | C2     | 23 octobre  | Course du Japon                           | Suzuka East Circuit                 | Suzuka              | Japon              |
| 11     | C1     | 6 novembre  | Course de Chine                           | Circuit de Tianma                   | Shanghai            | Chine              |
| 11     | C2     | 6 novembre  | Course de Chine                           | Circuit de Tianma                   | Shanghai            | Chine              |
| 12     | C1     | 20 novembre | Guia Race / Grand Prix de Macao           | Circuit de Guia                     | Macao               | Macao, Chine       |
| 12     | C2     | 20 novembre | Guia Race / Grand Prix de Macao           | Circuit de Guia                     | Macao               | Macao, Chine       |

## Résultats
| Manche | Course                       | Pole Position  | Meilleur tour     | Pilote vainqueur  | Équipe gagnante          | Vainqueur Yokohama | Vainqueur Jay-Ten |
| ------ | ---------------------------- | -------------- | ----------------- | ----------------- | ------------------------ | ------------------ | ----------------- |
| 1      | Course du Brésil             | Robert Huff    | Robert Huff       | Robert Huff       | Chevrolet                | Kristian Poulsen   | Michel Nykjær     |
| 2      | Course du Brésil             | Alain Menu     | Robert Huff       | Alain Menu        | Chevrolet                | Javier Villa       | Pepe Oriola       |
| 3      | Course de Belgique           | Robert Huff    | Robert Huff       | Robert Huff       | Chevrolet                | Kristian Poulsen   | Michel Nykjær     |
| 4      | Course de Belgique           | Fredy Barth    | Javier Villa      | Gabriele Tarquini | Lukoil – SUNRED          | Darryl O'Young     | Michel Nykjær     |
| 5      | Course d'Italie              | Robert Huff    | Yvan Muller       | Robert Huff       | Chevrolet                | Norbert Michelisz  | Fredy Barth       |
| 6      | Course d'Italie              | Tiago Monteiro | Yvan Muller       | Robert Huff       | Chevrolet                | Kristian Poulsen   | Pepe Oriola       |
| 7      | Course de Hongrie            | Alain Menu     | Norbert Michelisz | Alain Menu        | Chevrolet                | Norbert Michelisz  | Aleksei Dudukalo  |
| 8      | Course de Hongrie            | Mehdi Bennani  | Norbert Michelisz | Yvan Muller       | Chevrolet                | Franz Engstler     | Aleksei Dudukalo  |
| 9      | Course de République tchèque | Yvan Muller    | Robert Huff       | Robert Huff       | Chevrolet                | Kristian Poulsen   | Aleksei Dudukalo  |
| 10     | Course de République tchèque | Michel Nykjær  | Yvan Muller       | Yvan Muller       | Chevrolet                | Michel Nykjær      | Aleksei Dudukalo  |
| 11     | Course du Portugal           | Alain Menu     | Alain Menu        | Alain Menu        | Chevrolet                | Norbert Michelisz  | pas de vainqueur  |
| 12     | Course du Portugal           | Stefano D'Aste | Robert Huff       | Robert Huff       | Chevrolet                | Norbert Michelisz  | Aleksei Dudukalo  |
| 13     | Course du Royaume-Uni        | Yvan Muller    | Robert Huff       | Yvan Muller       | Chevrolet                | Franz Engstler     | pas de vainqueur  |
| 14     | Course du Royaume-Uni        | Tom Coronel    | Yvan Muller       | Yvan Muller       | Chevrolet                | Franz Engstler     | pas de vainqueur  |
| 15     | Course d'Allemagne           | Yvan Muller    | Robert Huff       | Yvan Muller       | Chevrolet                | Stefano D'Aste     | Ibrahim Okyay     |
| 16     | Course d'Allemagne           | Franz Engstler | Tom Coronel       | Franz Engstler    | Liqui Moly Team Engstler | Franz Engstler     | Ibrahim Okyay     |
| 17     | Course d'Espagne             | Yvan Muller    | Yvan Muller       | Yvan Muller       | Chevrolet                | Kristian Poulsen   | Fabio Fabiani     |
| 18     | Course d'Espagne             | Franz Engstler | Yvan Muller       | Yvan Muller       | Chevrolet                | Kristian Poulsen   | Fabio Fabiani     |
| 19     | Course du Japon              | Alain Menu     | Alain Menu        | Alain Menu        | Chevrolet                | Michel Nykjær      | Charles Kaki Ng   |
| 20     | Course du Japon              | Darryl O'Young | Robert Dahlgren   | Tom Coronel       | ROAL Motorsport          | Michel Nykjær      | Charles Kaki Ng   |
| 21     | Course de Chine              | Alain Menu     | Robert Huff       | Alain Menu        | Chevrolet                | Colin Turkington   | Fabio Fabiani     |
| 22     | Course de Chine              | Robert Huff    | Yvan Muller       | Yvan Muller       | Chevrolet                | Colin Turkington   | Fabio Fabiani     |
| 23     | Course de Macao              | Robert Huff    | Yvan Muller       | Robert Huff       | Chevrolet                | Michel Nykjær      | Jo Merszei        |
| 24     | Course de Macao              | Franz Engstler | Robert Huff       | Robert Huff       | Chevrolet                | Michel Nykjær      | Jo Merszei        |

## Classement

### Pilotes
| Pos | Pilote             | Équipe                                              | Voiture                           | Victoires | Points |
| --- | ------------------ | --------------------------------------------------- | --------------------------------- | --------- | ------ |
| 1   | Yvan Muller        | Chevrolet                                           | Chevrolet Cruze                   | 8         | 433    |
| 2   | Robert Huff        | Chevrolet                                           | Chevrolet Cruze                   | 8         | 430    |
| 3   | Alain Menu         | Chevrolet                                           | Chevrolet Cruze                   | 5         | 323    |
| 4   | Tom Coronel        | ROAL Motorsport                                     | BMW 320 TC                        | 1         | 233    |
| 5   | Gabriele Tarquini  | Lukoil – SUNRED                                     | Seat León                         | 1         | 204    |
| 6   | Tiago Monteiro     | SUNRED                                              | Seat León                         | 0         | 117    |
| 7   | Kristian Poulsen   | Liqui Moly Team Engstler                            | BMW 320 TC                        | 0         | 112    |
| 8   | Franz Engstler     | Liqui Moly Team Engstler                            | BMW 320 TC                        | 1         | 88     |
| 9   | Norbert Michelisz  | Zengő-Dension Team                                  | Seat León                         | 0         | 88     |
| 10  | Michel Nykjær      | SUNRED                                              | Seat León                         | 0         | 86     |
| 11  | Robert Dahlgren    | Polestar Racing                                     | Volvo C30                         | 0         | 72     |
| 12  | Javier Villa       | Proteam Racing                                      | BMW 320 TC                        | 0         | 59     |
| 13  | Colin Turkington   | Wiechers-Sport                                      | BMW 320 TC                        | 0         | 46     |
| 14  | Darryl O'Young     | bamboo-engineering                                  | Chevrolet Lacetti Chevrolet Cruze | 0         | 43     |
| 15  | Cacá Bueno         | Chevrolet                                           | Chevrolet Cruze                   | 0         | 25     |
| 16  | Mehdi Bennani      | Proteam Racing                                      | BMW 320 TC                        | 0         | 24     |
| 17  | Stefano d'Aste     | Wiechers-Sport                                      | BMW 320 TC                        | 0         | 12     |
| 18  | Pepe Oriola        | SUNRED                                              | Seat León                         | 0         | 11     |
| 19  | Fredy Barth        | Switzerland SEAT Swiss Racing by SUNRED             | Seat León                         | 0         | 7      |
| 20  | Yukinori Taniguchi | bamboo-engineering                                  | Chevrolet Lacetti Chevrolet Cruze | 0         | 6      |
| 21  | Alexey Dudukalo    | Lukoil – SUNRED                                     | Seat León                         | 0         | 4      |
| 22  | Charles Kaki Ng    | Liqui Moly Team Engstler DeTeam Engstler Motorsport | BMW 320si BMW 320 TC              | 0         | 1      |

### Yokohama
| Pos | Pilote             | Équipe                                              | Voiture                           | Victoires | Points |
| --- | ------------------ | --------------------------------------------------- | --------------------------------- | --------- | ------ |
| 1   | Kristian Poulsen   | Liqui Moly Team Engstler                            | BMW 320 TC                        | 6         | 141    |
| 2   | Michel Nykjær      | SUNRED                                              | Seat León                         | 5         | 139    |
| 3   | Franz Engstler     | Liqui Moly Team Engstler                            | BMW 320 TC                        | 4         | 125    |
| 4   | Norbert Michelisz  | Zengő-Dension Team                                  | Seat León                         | 4         | 124    |
| 5   | Javier Villa       | Proteam Racing                                      | BMW 320 TC                        | 1         | 104    |
| 6   | Darryl O'Young     | bamboo-engineering                                  | Chevrolet Lacetti Chevrolet Cruze | 1         | 88     |
| 7   | Mehdi Bennani      | Proteam Racing                                      | BMW 320 TC                        | 0         | 73     |
| 8   | Pepe Oriola        | SUNRED                                              | Seat León                         | 0         | 66     |
| 9   | Colin Turkington   | Wiechers-Sport                                      | BMW 320 TC                        | 2         | 49     |
| 10  | Stefano d'Aste     | Wiechers-Sport                                      | BMW 320 TC                        | 1         | 37     |
| 11  | Alexey Dudukalo    | Lukoil – SUNRED                                     | Seat León                         | 0         | 31     |
| 12  | Fredy Barth        | Switzerland SEAT Swiss Racing by SUNRED             | Seat León                         | 0         | 30     |
| 13  | Yukinori Taniguchi | bamboo-engineering                                  | Chevrolet Lacetti Chevrolet Cruze | 0         | 26     |
| 14  | Charles Kaki Ng    | Liqui Moly Team Engstler DeTeam Engstler Motorsport | BMW 320si BMW 320 TC              | 0         | 7      |
| 15  | Ibrahim Okyay      | Turkey Borusan Otomotiv Motorsport                  | BMW 320si                         | 0         | 3      |
| 16  | Marchy Lee (en)    | DeTeam KK Motorsport                                | BMW 320 TC                        | 0         | 3      |
| 17  | David Sigachev     | DeTeam Engstler Motorsport                          | BMW 320 TC                        | 0         | 2      |
| 18  | Masaki Kano        | DeTeam Engstler Motorsport                          | BMW 320 TC                        | 0         | 1      |
| 19  | Fabio Fabiani      | Proteam Racing Liqui Moly Team Engstler             | BMW 320 TC BMW 320si              | 0         | 1      |

### Jay-Ten
| Pos | Pilote             | Équipe                                              | Voiture                           | Victoires | Points |
| --- | ------------------ | --------------------------------------------------- | --------------------------------- | --------- | ------ |
| 1   | Fabio Fabiani      | Proteam Racing Liqui Moly Team Engstler             | BMW 320 TC BMW 320si              | 4         | 88     |
| 2   | Alexey Dudukalo    | Lukoil – SUNRED                                     | Seat León                         | 5         | 75     |
| 3   | Pepe Oriola        | SUNRED                                              | Seat León                         | 2         | 47     |
| 4   | Michel Nykjær      | SUNRED                                              | Seat León                         | 3         | 38     |
| 5   | Ibrahim Okyay      | Turkey Borusan Otomotiv Motorsport                  | BMW 320si                         | 2         | 33     |
| 6   | Philip Ma          | Proteam Racing                                      | BMW 320 TC                        | 0         | 24     |
| 7   | Fredy Barth        | Switzerland SEAT Swiss Racing by SUNRED             | Seat León                         | 1         | 21     |
| 8   | Jo Merszei         | Liqui Moly Team Engstler                            | BMW 320si                         | 2         | 20     |
| 9   | Charles Kaki Ng    | Liqui Moly Team Engstler DeTeam Engstler Motorsport | BMW 320si BMW 320 TC              | 2         | 20     |
| 10  | Yukinori Taniguchi | bamboo-engineering                                  | Chevrolet Lacetti Chevrolet Cruze | 0         | 9      |
| 11  | Darryl O'Young     | bamboo-engineering                                  | Chevrolet Lacetti Chevrolet Cruze | 0         | 8      |
| 12  | Felipe Da Souza    | Corsa Motorsport                                    | Chevrolet Lacetti                 | 0         | 8      |